# ニール・アームストロング (アメリカンフットボール)
ニール・アームストロング（1926年3月9日 - 2016年8月10日）は、オクラホマ州ティショミンゴ出身の元アメリカンフットボール選手、アメリカンフットボールコーチ。カレッジフットボール、プロフットボールで合計40年以上のキャリアがある。

## 選手歴
1943年から1946年までオクラホマ農工大学でプレーした後、1947年のNFLドラフト1巡目全体8位でフィラデルフィア・イーグルスに指名されて入団し、攻撃ではエンド、守備ではディフェンシブバックとしてプレーした。彼の活躍もありチームは1948年、1949年とNFLチャンピオンシップゲームで優勝を果たした。
1951年までの5シーズンで残した成績はパスレシーブ76回で961ヤードを獲得、11タッチダウン、9インターセプトであった。
1950年代初めにはCFLのウィニペグ・ブルーボマーズでもプレーした。

## 指導者歴
1962年にAFLのヒューストン・オイラーズのアシスタントコーチとなりプロフットボールでのコーチ歴が始まった。2年後の1964年にはCFLのエドモントン・エスキモーズのヘッドコーチに就任し6シーズン務めた。この間3回チームはポストシーズンに出場した。1970年からはミネソタ・バイキングスのアシスタントコーチとなりその内の7シーズンはディフェンシブコーディネーターを務め、パープル・ピープル・イーターズと呼ばれた強力なディフェンスの構築に力を尽くした。バイキングスはこの時期、第8回、第9回、第11回と3回のスーパーボウルに出場した。
1977年シーズン終了後、ワシントン・レッドスキンズのヘッドコーチに就任したジャック・パーディーの後任として1978年2月16日、シカゴ・ベアーズのヘッドコーチに就任した。1978年には7勝9敗、1979年には10勝6敗でプレーオフに出場した。1980年には7勝9敗、1981年には6勝10敗で終えた。この4シーズンのレギュラーシーズンの成績は30勝34敗で、NFC中地区でベアーズより成績が良かったのはミネソタ・バイキングスだけであったが1982年1月3日チームから解雇された。そのわずか2ヶ月ほど後、ダラス・カウボーイズのアシスタントコーチに就任し、8シーズン務めた後、トム・ランドリーヘッドコーチが新オーナーのジェリー・ジョーンズに解任されジミー・ジョンソンヘッドコーチ就任後の1990年2月22日アシスタントコーチから退いた。

## 人物
- 彼をシカゴ・ベアーズのヘッドコーチに招いたのは1974年からゼネラルマネージャーだったジム・フィンクスである。ジョージ・ハラス・ジュニアが亡くなった後、チームの実権を取り戻したジョージ・ハラスによって1981年シーズン終了後、彼は解任された[4]。
- 彼とバド・グラントの2人だけがNFLとCFLそれぞれで選手及びヘッドコーチを経験した人物である。
- バディ・ライアン[5]からはウィーブ・ユーバンク、バド・グラントと並んで偉大なコーチであると評価されている[6]。